# Шенебек (Елбе)
Шенебек (њем. Schönebeck) град је у њемачкој савезној држави Саксонија-Анхалт. Једно је од 21 општинског средишта округа Салцланд. Према процјени из 2010. у граду је живјело 34.723 становника. Посједује регионалну шифру (AGS) 15089305.

## Географски и демографски подаци
Шенебек се налази у савезној држави Саксонија-Анхалт у округу Салцланд. Град се налази на надморској висини од 51 метра. Површина општине износи 85,8 km². У самом граду је, према процјени из 2010. године, живјело 34.723 становника. Просјечна густина становништва износи 405 становника/km².

## Међународна сарадња
| Мјесто    | Држава | Врста сарадње | Од    |
| --------- | ------ | ------------- | ----- |
|           | САД    | пријатељство  | 1995. |
|           | Турска | партнерство   | 1996. |
| Пардубице | Чешка  | партнерство   | 1993. |
| Извор     |        |               |       |